# 8213: Gacy House
8213: Gacy House is een Amerikaanse film uit 2010 van The Asylum met Jim Lewis.

## Verhaal
Tussen 1972 en 1978 bracht John Wayne Gacy in totaal drieëndertig jongens en mannen om het leven in zijn woonplaats Chicago. Zesentwintig lichamen werden in de kruipruimte onder het huis gevonden en drie anderen waren begraven in de tuin. Het huis van Gacy werd afgebroken, maar op 15 mei 2004 keert een groep paranormale onderzoekers terug naar het nieuwe huis, gewapend met apparatuur om bovennatuurlijke gebeurtenissen vast te stellen. De uitkomst van het onderzoek is angstaanjagend.

## Rolverdeling
| Acteur          | Personage                |
| --------------- | ------------------------ |
| Jim Lewis       | Mike Lewis               |
| Matthew Temple  | Robby Williams           |
| Michael Gaglio  | Professor Roger Franklin |
| Brett A. Newton | Gary Gold                |
| Diana Terranova | Janina Peslo             |